# Lars-Erik Wolfbrandt
Lars-Erik Ragnar Wolfbrandt (8 dicembre 1928 – Örebro, 23 marzo 1991) è stato un velocista e mezzofondista svedese.

## Palmarès
- Giochi olimpici

Londra 1948: bronzo nella staffetta 4×400 metri.
- Europei

Oslo 1950: bronzo nei 400 metri piani, bronzo nella staffetta 4×400 metri.